# Viktor Rozen

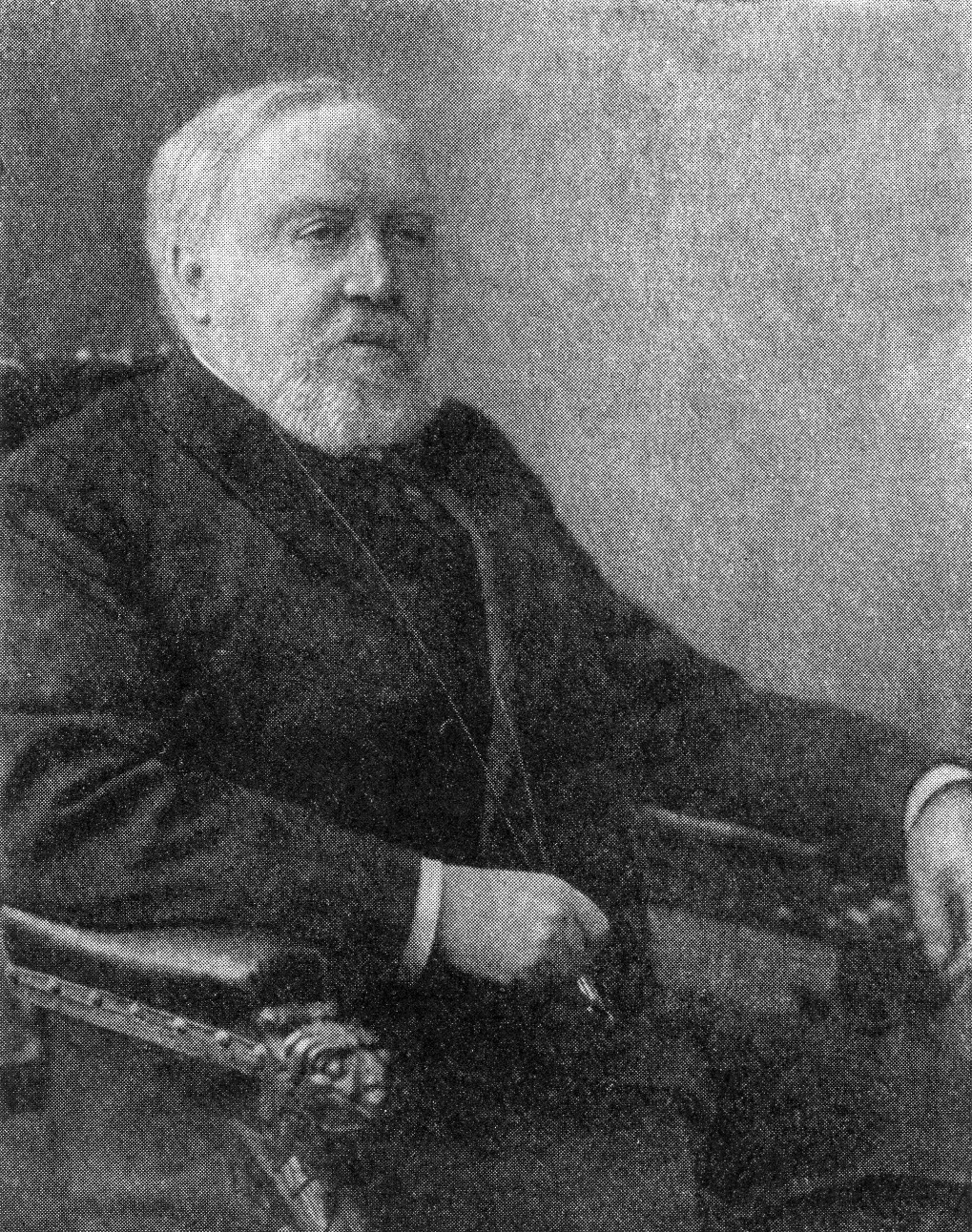
Viktor Rozen

Viktor Romanovitj Rozen (ryska:Виктор Романович Розен, tyska: Viktor von Rosen), född den 5 mars 1849 i Reval, död den 10 januari 1907, var en rysk orientalist, bror till diplomaten Roman Rozen.
Rozen studerade 1866-1870 vid universiteten i Sankt Petersburg och Leipzig och ägnade sig huvudsakligen åt arabiska, persiska och turkiska språken, blev docent i arabiska i Sankt Petersburg 1872, extra ordinarie professor i arabiska språket och litteraturen 1883 och ordinarie professor 1885, korresponderande 1890 och ordinarie medlem 1900 av vetenskapsakademien i Petersburg. Därjämte var Rozen medarbetare i den monumentala edition av Tabaris arabiska annaler, som under de Goejes redaktion 1879-1901 publicerades i Leiden, och redigerade sedan 1886 de Zapiski, som alltifrån nämnda år publicerades av ryska arkeologiska sällskapets orientaliska sektion.
Bland hans utgivna skrifter, som, inberäknat recensioner, uppgår till över 150, märks huvudsakligen Arabskaja chrestomatija (2 delar, 1875-76, tillsammans med V.F. Girgas; 3:e upplagan av del 1, 1900); Les manuscrits arabes de l'institut des langues orientales (i "Collections scientifiques de l'institut des langues orientales", I, 1877) jämte fortsättning (tillsammans med David Günzburg
i "Collections scientifiques", VI, 1891); Imperator Vasilij Bolgaroboitsa (Kejsar Basileios Bulgaroktonos; utdrag ur Jahja el-Antakis krönika med rysk översättning; vetenskapsakademiens i Petersburg handlingar, band 44, 1883), Remarques sur les manuscrits orientaux de la collection Marsigli à Bologne (i "Atti della Accademia de' Lincei", serie 3, 1885) och Les manuscrits persans de l'institut des langues orientales (i "Collections scientifiques de l'institut des langues orientales", III, 1886).